# جرج چرپک
ژرژ شارپاک (به فرانسوی: Georges Charpak) (متولد ۱ اوت ۱۹۲۴ – درگذشته ۲۹ سپتامبر ۲۰۱۰) فیزیک‌دان فرانسوی-لهستانی است که برنده جایزه نوبل فیزیک شده است. او این جایزه را در سال ۱۹۹۲ به خاطر ابداع «اتاقک تناسبی چند سیمی به منظور آشکارسازی ذرات» دریافت کرد.
دکتر جلال صمیمی و همکارانش کتاب مگاوات و مگاتن اثر ریچارد ال. گاروین و ژرژ شارپک را ترجمه کردند و انتشارات دانشگاه صنعتی شریف در سال 1390 منتشر کرده است. دکتر جلال صمیمی در یادداشت ابتدای کتاب نوشته که با پروفسور ژرژ شارپک مکاتبه کرده و گفته ترجمه و نشر این اثر تنها برای کمک به بالا بردن سطح آگاهی مردم نسبت به موضوعات مطرح در کتاب است و درخواست کرده مؤلفان رضایت اخلاقی خود در مورد انتشار ترجمۀ فارسی را اعلام کنند. پروفسور شارپک جواب داده: «به دوستان عزیز در کشوری دوردست می‌گویم که هدف مؤلفان کتاب هم بالا بردن سطح آگاهی‌ها بوده است.»